# Itarantim
Itarantim este un oraș în statul Bahia (BA) din Brazilia.